# Fátima Gamboa
Fátima Gamboa (9 de mayo de 1985) es una abogada mexicana, integrante del pueblo indígena maya, feminista y activista de los derechos de las mujeres lesbianas. Ha participado en diversos medios en defensa de los derechos humanos, especialmente los de mujeres indígenas y de la diversidad sexual. Ha sido reconocida a nivel nacional por su trayectoria como defensora de los derechos de las mujeres indígenas.
En 2014, formó parte de la 58 sesión de la Comisión de la Condición Jurídica y Social de la Mujer (CSW), en Nueva York, como becaria de la Organización de las Naciones Unidas (ONU). Fue reconocida con el Premio Presbítero Jorge Antonio Laviada Molina por su activismo de los derechos de los pueblos indígenas y de las mujeres.
Fundadora del Colectivo Ma'alob Kuxtal y forma parte de diversos organismos como la Red de Abogadas Indígenas en México y la Red de Jóvenes Indígenas de Centroamérica y México. Desde 2022, trabaja como la directora general de EQUIS Justicia para las Mujeres, donde previamente ocupó el cargo de coordinadora del área legal.

## Vida académica
Es licenciada en Derecho por la Universidad Autónoma de Yucatán. Cursó una Maestría en Derechos Humanos en la Universidad Iberoamericana, y posteriormente se especializó en Derechos de los Pueblos Indígenas y Cooperación Internacional en la Universidad Carlos III de Madrid.
Su trayectoria académica y profesional se ha enfocado en temas como justicias abierta, transparencia y participación ciudadana en el Poder Judicial.
Ha publicado artículos de opinión en medios nacionales como Animal Político y Nexos, y desde 2021 colabora con Pikara Magazine, una revista digital feminista española.

## Trayectoria profesional
En 2013, fundó el Colectivo Ma'alob Kuxtal, un proyecto interdisciplinario centrado en brindar apoyo y atención integral de calidad a mujeres mayas víctimas de violencia, así como en apoyarlas a ejercer plenamente sus derechos y acceder a la justicia.
En octubre del mismo año entró a EQUIS Justicia como Coordinadora del área legal y en julio de 2022 asumió el rol de directora general.  
Fungió como abogada litigante en la organización civil Centro Alternativo para el Desarrollo Integral Indígena, A.C. y forma parte de diversos organismos como la Red Nacional de Abogadas Indígenas en México, la Red de Ética y Legitimidad Judicial. Esta última es una agrupación de personas académicas y profesionales en la que se busca crear un diálogo entre la academia y operadores jurídicos para promover la relevancia de ciertos temas e identificar posibles áreas de colaboración en el desarrollo de proyectos. La Red fue creada a partir del primer Congreso Internacional de Ética y Legitimidad Judicial organizado por el Centro de Estudios Constitucionales (2023). Como parte de este congreso, Fátima Gamboa lideró la conferencia “Justicia abierta y feminismo” en la cual explica que la existencia de ciertas desigualdades estructurales en el sistema jurídico podría afectar a diversas minorías.
El 8 de marzo de 2025, como representante de Equis Justicia firmó junto con la titular de la Secretaría de las Mujeres (Semujeres) y las representantes de las agrupaciones Red de Promotoras Mayas de Justicia en Yucatán y el Centro Alternativo para el Desarrollo Integral (CADIN) el convenio “Compromisos para la paz y la justicia de las mujeres mayas de Yucatán”; Convenio en el que el estado se compromete a brindar apoyo a las mujeres mayas apoyándose del manual redactado por la misma Red de Promotoras Mayas de Justicia en Yucatán para que puedan acceder a la correcta impartición de justicia.

## Activismo
Fátima Gamboa participa dentro del movimiento feminista desde una perspectiva jurídica cómo abogada defensora de los derechos humanos. además de ser activista por los derechos de las mujeres lesbianas y partícipe de la lucha antirracista y la lucha de los pueblos indígenas
Gamboa considera fundamental abordar el feminismo desde el derecho para analizar y combatir la opresión sistémica. Sostiene también que existen deficiencias en la implementación de políticas públicas para erradicar la violencia de género señalando que los centros de justicia no garantizan una atención adecuada y cuestiona su manera de responder ante la incorporación de la perspectiva de género. Recalca que el Poder Judicial no actúa como un instrumento de justicia para las mujeres, sino que es escenario de disputas políticas por el control de instituciones como la Suprema Corte.
Como abogada, es defensora de la lucha contra la falta de acceso a la mayoría de sentencias de “interés público” y los cortes de presupuesto a organismos de protección femenina, Impulsa un nuevo modelo de justicia abierta feminista y ampara la importancia de investigar y juzgar con perspectiva de género con el objetivo de que los jueces comiencen a mirar a las mujeres en libertad y autonomía.
Para Gamboa, una reforma judicial que no erradique prácticas como la impunidad, clasismo, nepotismo, sexismo, revictimización y otros sistemas de opresión no será suficiente para toda la ciudadanía.

## Participación en EQUIS Justicia para las Mujeres
Desde 2022, es directora general de Equis Justicia para las Mujeres. Bajo su dirección ha logrado que en México todos los jueces y juezas publiquen sus sentencias, a partir de una reforma a la ley de amparo que ganaron en la Suprema Corte de Justicia de la Nación, el cual considera es un logro importante que ha impactado de forma positiva a la causa que defiende la organización.
En el marco de aprobación e implementación de la Reforma al Poder Judicial Mexicanal de 2024, Gamboa señaló que esta Reforma no ayudará a las mujeres del país en cuanto a la justicia dado que la desigualdad que gira en torno al acceso a la justicia sigue siendo el principal obstáculo. Asimismo, Gamboa explicó que esta reforma es más bien una pugna política por el poder y el control de la Suprema Corte de Justicia y tribunales.
Finalmente, Gamboa señaló algunas deficiencias de la Reforma, pués comenta que el Estado no avanzará hasta que se realice un cambio de paradigma, donde los derechos humanos y feminismo se consideren y la justicia deje de ser un privilegio al que muy poca población puede acceder. 

La abogada menciona al respecto lo siguiente: 
Votar a quien va a juzgar no es suficiente, hay que democratizar el poder judicial, pero también, que el sistema nos haga parte de la toma de decisiones judiciales, construir junto a los poderes políticos el acceso real a la justicia, revisar los controles de justicia, de cuentas … Queremos una participación activa y no sólo pasiva del voto.  

## Reconocimientos

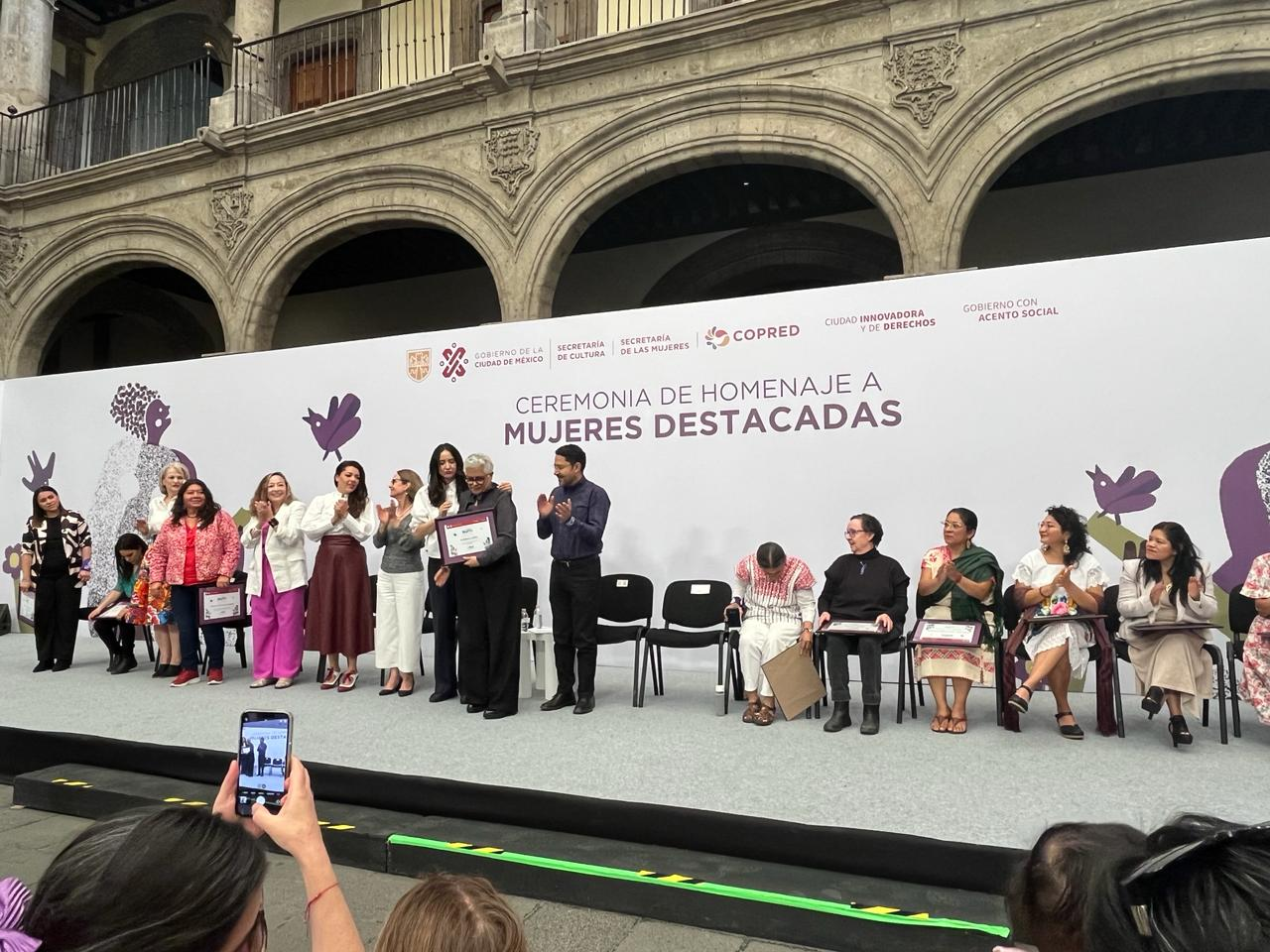
Ceremonia de homenaje a Mujeres Destacadas 2024

- Ceremonia de homenaje a Mujeres Destacadas 2024 En el año 2024, en una ceremonia encabezada por Martí Batres Guadarrama se le reconoció su labor como defensora de las mujeres indígenas.[1]
- Premio Presbítero Jorge Antonio Laviada Molina: Otorgado por su compromiso ético y labor en favor del bienestar social.[2]